# Death Unit
Death Unit est un supergroupe de noise/harsh-noise, composé de l'artiste Carlos Giffoni (qui a travaillé entre autres avec Lee Ranaldo ou Merzbow), du guitariste Brian Sullivan (du groupe Mouthus, et des batteurs Trevor Tremaine (du groupe Hair Police) et Chris Corsano (qui a travaillé, entre autres, avec Björk ou Six Organs of Admittance). Le groupe publie son premier album, Infinite Death, en 2007. Il est composé de deux parties, dont l'une enregistrée au studio Echo Canyon de Sonic Youth, durant respectivement 15 et 20 minutes, son artwork a été réalisé par l'artiste Prurient, et son mixage par James Plotkin (Khanate).

## Membres
- Carlos Giffoni: laptop, pédales d'effet
- Brian Sullivan: guitare
- Trevor Tremaine: batterie
- Chris Corsano: batterie

## Discographie
- Infinite Death (2007)